# Бьёрклунд, Херман
Йохан Херман Бьёрклунд (норв. Johan Herman Bjørklund; 29 апреля 1883, Кристиания — 15 марта 1960, Осло) — норвежский теннисист. Участник летних Олимпийских игр 1912 года.

## Биография
Херман Бьёрклунд родился 29 апреля 1883 года в норвежском городе Кристиания (сейчас Осло).
Выступал в соревнованиях за теннисный клуб Кристиании. Четыре раза выигрывал чемпионат Норвегии в парном разряде: в 1910 году с Бьярне Орре, в 1913—1914 и 1916 годах — с Трюгве Смитом.
В 1912 году вошёл в состав сборной Норвегии на летних Олимпийских играх в Стокгольме. В одиночном разряде проиграл в 1/32 финала Оскару Кройцеру из Германии — 0:6, 0:6, 1:6. В парном разряде вместе с Трюгве Смитом проиграли в 1/16 финала Феликсу Пипесу и Артуру Зборжилу из Австрии — 0:6, 2:6, 0:6.
Умер 15 марта 1960 года в Осло. Похоронен на Спасском кладбище Осло.